# Joshua Daniels
Joshua Christopher Daniels, nato Joseph Christopher Tracey (Derry, 22 febbraio 1996) è un calciatore nordirlandese, centrocampista dei The New Saints.

## Carriera

### Club
Dopo aver giocato nelle giovanili del Derry City nel 2014, all'età di 18 anni, esordisce in prima squadra (e, più in generale, tra i professionisti), nella prima divisione irlandese: nell'arco di quattro stagioni (dal 2014 al 2017) segna in totale 2 reti in 57 presenze in questa categoria, giocando tra l'altro anche alcune partite nelle competizioni UEFA per club (gioca in particolare una partita nei turni preliminari della UEFA Europa League 2014-2015 ed una partita nei turni preliminari della UEFA Europa League 2017-2018). Nell'estate del 2017 si trasferisce nella prima divisione nordirlandese al Glenavon, con cui rimane per tre stagioni totalizzandovi complessivamente 87 presenze e 13 reti in incontri di campionato, a cui aggiunge tra l'altro anche un gol in 2 presenze nei preliminari della UEFA Europa League 2018-2019. Nell'estate del 2020 si trasferisce in Inghilterra allo Shrewsbury Town, club di terza divisione; trascorre agli Shrews due stagioni, nelle quali gioca rispettivamente 19 e 21 partite in Football League One (con anche 2 reti segnate, entrambe nella stagione 2021-2022) per poi trasferirsi in Galles ai The New Saints, club di prima divisione, con cui inizia la stagione giocando una partita nei turni preliminari di Champions League e 2 partite nei turni preliminari di Conference League. Nella stagione 2023-2024 gioca altre 2 partite nei turni preliminari di Champions League e 2 in quelli di Conference League, mentre nella stagione 2024-2025 mette a segno una rete in 4 presenze nei turni preliminari di Champions League e successivamente gioca 2 partite nei turni preliminari di Europa League e 2 in quelli di Conference League, competizione in cui i The New Saints raggiungono inoltre anche la fase campionato (si tratta della prima qualificazione di un club gallese ad una fase finale di una qualunque coppa europea post introduzione delle fasi a gironi), nella quale Daniels gioca 5 partite.

### Nazionale
Ha giocato nelle nazionali nordirlandesi Under-17 ed Under-19. Nel 2015 ha poi tuttavia accettato una convocazione per la nazionale irlandese Under-21 (per la quale era eleggibile), senza tuttavia esordire.

## Palmarès

### Club

#### Competizioni nazionali
- Campionato gallese: 3

The New Saints: 2022-2023, 2023-2024, 2024-2025
- Coppa del Galles: 2

The New Saints: 2022-2023, 2024-2025
- Coppa di Lega gallese: 2

The New Saints: 2023-2024, 2024-2025